# Claude W. Hibbard
Claude W. Hibbard, all'anagrafe Claude William Hibbard, talvolta detto Hibbie (Toronto, 21 marzo 1905 – Ann Arbor, 9 ottobre 1973), è stato un paleontologo statunitense.